# CityWave
CityWave (soprannominato lo Sdraiato) è un edificio attualmente in costruzione a Milano. Fa parte del progetto CityLife, intervento di riqualificazione della storica Fiera Campionaria di Milano.

## Storia
I lavori di costruzione dell'edificio, progettato dallo studio dell'architetto danese Bjarke Ingels, sono iniziati a settembre 2021 con la posa della prima pietra cui ha partecipato anche il sindaco di Milano, Giuseppe Sala. La fine dei lavori è prevista per il 2025. Nel lotto su cui sorge l'edificio doveva originariamente essere costruita la cosiddetta Torre Duilio.
Il 9 aprile 2025, con il raggiungimento dell'altezza del tetto, avviene la cerimonia di posa della bandiera, a cui partecipa anche Beppe Sala.

## Descrizione
L'edificio si compone di due corpi di fabbrica, uno di 110 metri e l'altro di 50 metri d'altezza, uniti da un porticato. La copertura ospiterà il più grando parco fotovoltaico di Milano.

## Trasporti
- Tre Torri